# Heiner Kiebel
Heiner Kiebel (* 1946/1947) ist ein deutscher Basketballfunktionär.

## Laufbahn
Ab Beginn der 1980er Jahre engagierte sich Kiebel in der Stadt Borken für den Basketballsport, war als Trainer und Schiedsrichter sowie auf organisatorischer Ebene aktiv. Er verbreitete die Sportart unter anderem über Schulen. Kiebel wurde er Abteilungsleiter Basketball im RC Borken und später im RC Borken-Hoxfeld, der 2009 durch eine Fusion des SV Hoxfeld und des RC Borken entstanden war.
Kiebel wird zugeschrieben, Borken zu einem „wichtigen Standort für den Deutschen Basketball Bund“ gemacht zu haben und verantwortlich dafür gewesen zu sein, regionale und überregionale Basketballveranstaltungen nach Borken geholt und diese durchgeführt zu haben. So wurden in dem Ort in Kiebels Amtszeit unter anderem ab Ende der 1980er Jahre Jugendbasketball- und Streetball-Veranstaltungen wie Turniere ausgetragen. 2010 fand in Borken ein Länderspiel der deutschen Damen-Nationalmannschaft statt, später wurde die DBB-Sichtungsmaßnahme „Talente mit Perspektive“ mehrfach in dem Ort abgehalten.
Kiebel, der beruflich als Grundschullehrer tätig war, erhielt die Ehrennadelen des RC Borken sowie des Westdeutschen Basketball-Verbandes (WBV), zudem verlieh ihm der WBV die Trainerlizenz auf Lebenszeit.
Im April 2015 wurde Kiebel für sein Engagement zugunsten des Basketballsports in Borken das Bundesverdienstkreuz verliehen, im Oktober desselben Jahres wurde er zudem mit der Ehrengabe der Deutschen Sportjugend ausgezeichnet.